# 北朝鮮によるシンガポール人拉致
北朝鮮によるシンガポール人拉致（きたちょうせんによるシンガポールじんらち）とは、1978年8月、シンガポール国籍の民間人女性が朝鮮民主主義人民共和国（北朝鮮）特殊機関の工作員などにより拉致・誘拐された事件および状態。深刻な人権侵害であり、シンガポール共和国に対する重大な主権侵害行為である。

## 概要
1978年8月20日、シンガポールで同国の女性を含む5人の一般市民が北朝鮮工作員によって拉致された。「日本人」を名乗る2人組の男性が、シンガポールのエスコートガール会社に船上パーティーへ女性の派遣を依頼し、派遣された19歳から24歳の女性たち5人が船ごと失踪したのである。拉致されたのは、シンガポール人のDiana Ng Kum Yim（黃錦瑛）で拉致された当時、24歳であり、それ以外の4人はいずれもマレーシア国籍の女性であった。
2005年、米国人脱走兵で長期にわたり北朝鮮に抑留されたチャールズ・ジェンキンス（拉致被害者曽我ひとみの夫）は、5人の写真を見て、そのうちの1人、マレーシア人のYeng Yoke Funについて「1980年から1981年にかけて目撃した平壌の遊園地の売店で働いていた女性に似ている」と証言した。
同じ年（1978年）の7月にポルトガル領マカオで起こったタイ人拉致（アノーチャ・パンジョイ）・中国人拉致（孔令譻）についても、拉致犯罪の実行犯たちは「日本人」を名乗ったが、犯人の似顔絵をシンガポール警察がエスコート会社の経営者に見せたところ、「5人を拉致した犯人とそっくり」との証言を得た。
外国人拉致は、相手国に対する主権侵害行為である。したがって、北朝鮮当局は国際法にのっとり、原状回復すなわち拉致被害者の速やかな解放、犯人の相手国への引き渡し、公式な謝罪、被害者本人・家族に対する補償を行なわなければならない。